# テキスト・ファイル・グループ
テキスト・ファイル・グループは、文章ファイルをBBSにアップロードし、色々な人にその文書を読んでもらうことを目的とする集団のことである。

## 概要
テキスト・ファイル・グループ（以下 TFG）の活動は、文書をBBSに保管して一般の人々に読んでもらうということ自体においては現在の電子出版のイメージに近いが、TFGの書く内容はそれらとは一線を画している。TFGはそれを読む人が真偽を判別できない文書や、実際にはありえないような事をネタにした文書を発表している。例を挙げれば「月面着陸は虚偽の映像だ」だとか「UFOの捕獲・その処分について」だとか「ハーバード大学の不正入試」などである。これらのようなオリジナル性に富み、かつ最も真偽の判別が難しい文書をたくさん執筆できるグループが賞賛を受ける。
TFGの主なスタンスとして、反体制、専門家やマスメディア、大企業への反抗があげられる。これらは全てが強大な権力への反発心を基にしており、その思想には既成の価値観における社会を否定することを信条とした自由なヒッピー的要素が見受けられる。

## 主なグループ
- カルト・オブ・ザ・デッド・カウ
- L0pht Heavy Industries（L0phtは"ロフト"と読み、Lの後はO（オー）ではなく0（ゼロ）である）
- ノーマッド・モービル・リサーチ・センター（NMRC)
- リージョン・オブ・ドゥーム（LoD)

## 関係する人物
- ドランクファックス（有名ホテルチェーンを「売春宿」に仕立て上げたり、ホワイトハウスがエイリアンを捕獲したと発表したことで知られる）
- キャプテン・クランチ
- デス・ベジ（数多くの「爆弾製造法」を書いた）
- トゥウィーティ・フィッシュ（T-フィッシュ）
- ダーク・タンジェント
- エイドリアン・ラモ
- ブルース・スターリング

## その他
- 2600（ハッカー愛読の季刊雑誌。アメリカで刊行中）